# 子亹
子亹（しび、紀元前?年 - 紀元前694年）は、鄭の第7代君主。荘公の次子で昭公の弟。

## 生涯
荘公と鄧曼の次子として生まれる。
昭公2年（前695年）10月、昭公が大夫の高渠弥によって殺されると、その弟である公子亹が立てられ、鄭君（以降は子亹と表記）となった。
子亹元年（前694年）7月、斉の襄公が諸侯を招集し、衛の首止において会合を開いたため、子亹もこれに出席した。この時、高渠弥が子亹に随行したが、祭仲は病と称して随行しなかった。なぜなら以前、斉の襄公が公子だった頃、子亹は斉の襄公と喧嘩したことがあり、いまだに敵視していたため、子亹ばかりでなく自分も殺されると思ったからである。子亹は首止に着くと、斉の襄公に詫びなかったため、斉の襄公によって殺された。高渠弥は鄭に逃げ帰り、祭仲と相談したうえ、子亹の弟である公子嬰を陳から迎えて鄭君（鄭子）に立てた。

## 参考資料
- 『史記』（鄭世家第十二）